# Болотское (Тульская область)
Болотское — село в Одоевском районе Тульской области России.
В рамках административно-территориального устройства относится к Одоевской сельской администрации Одоевского района, в рамках организации местного самоуправления включается в сельское поселение Южно-Одоевское.

## География
Расположено  на отлогом возвышенном правом берегу излучины реки Упы, в 5 км (по автодороге) к северу от Одоева.
Уличная сеть села ныне (2020) состоит из одной улицы — Полевой.

## Название
Название получено предположительно от большого (давно пересохшего) болота, находившегося в юго-западной части села.

## История
Ранее в состав церковного прихода входили: само село; сельцо Крупец (было присоединено вместе с деревнями Кошкина и Маловля к Болотскому приходу в 1841 году после упразднения Крупецкой церкви), деревни: Маловель, Кошкина (Кошкино), Юшкова (Юшково) («Юшкова» в 1822 году была переведена из прихода села Апухтино), с общей численностью прихожан 979 человек, в т. ч. прихожан военного ведомства — 37 человек; купцов, мещан — 13 (по состоянию на 1857 год). В 1830 году помещица Зыбина построила каменный храм взамен прежнего деревянного обветшавшего, с двумя приделами: святителя Алексия — митрополита Московского и святителя Николая Мирликийского. В том же году храм был освящён во имя Покрова Пресвятой Богородицы. Новая церковь была построена по плану итальянского архитектора Бреме. В 1860 году была построена каменная колокольня. В храме имелись две древние особо чтимые иконы, перенесённые из прежнего деревянного, — икона Покрова Пресвятой Богородицы и Божией Матери «Споручницы грешных». В селе имелась, с 1893 года, церковно-приходская школа.
В 1859 году в селе насчитывалось 24 крестьянских двора; в 1915 — 76 дворов.

## Население
| Годы      | 1857  | 1859 | 1915 | 2010 |
| --------- | ----- | ---- | ---- | ---- |
| Население | 244 * | 323  | 624  | 18   |

*) крестьяне крепостные помещичьи